# Hulchul (1995)
Hulchul ist ein Hindi-Film von Anees Bazmee aus dem Jahr 1995.

## Handlung
Durga wird zu 14 Jahren Gefängnis verurteilt, weil sie ihren tyrannischen Ehemann auf der Straße ermordet hat. Die Gewissheit so lange von ihrem Sohn Deva getrennt zu sein, verkraftet sie nicht und stirbt. Der Polizist Sidharth, der sie verhaftet hatte, nimmt den Waisen Deva bei sich als Adoptivkind auf.
Die Jahre vergehen. Aus Deva wird ein junger Mann, der von Gesetzen nicht viel hält und lieber mit seinen Fäusten für Gerechtigkeit sorgt. Sidharts leiblicher Sohn Karan ist eher verzogen und kann Deva nicht ausstehen. Ständig bringt Karan die Familie in Schwierigkeiten. Anders Deva, der an seine Zukunft denkt und die hübsche Sharmili heiraten will.
Eines Tages wird der Schurke Niranjan verhaftet, der einst von Deva Prügel einstecken musste. Diesmal bringt Niranjan sein Opfer nach einer Vergewaltigung ums Leben. Nun setzt Niranjans Vater Shubraj alle Hebel in Bewegung, seinen Sohn in die Freiheit zu verhelfen. Doch Sidharth lässt sich nicht bestechen. Schließlich gelingt es ihm und seinen Sohn Deva, den Konflikt aus der Welt zu schaffen.

## Musik
| Lied                    | Sänger                      |
| ----------------------- | --------------------------- |
| Bando Pe Apne           | Sadhna Sargam, Sonu Nigam   |
| I Am Sixteen            | Alisha Chinoy, Vinod Rathod |
| Main Laila Ki           | Sadhna Sargam, Vinod Rathod |
| Pehli Dafaa Is Dil Mein | Alka Yagnik, Kumar Sanu     |
| Saawan Ka Mahina        | Alisha Chinoy, Vinod Rathod |
| Tu Mere Man Ki          | Alka Yagnik, Vinod Rathod   |

## Sonstiges
- Dies ist der erste gemeinsame Film von Kajol und Ajay Devgan. Während der Dreharbeiten verliebten sie sich und gaben sich vier Jahre später das Ja-Wort. Noch heute sind sie glücklich verheiratet.